# أوسكار هامل
أوسكار هامل هو محاسب وسياسي كندي، ولد في 16 يوليو 1895 في لانسين لوريت في كندا، وتوفي في 31 ديسمبر 1968 في مدينة كيبك في كندا. نشط حزبياً في حزب كيبيك الليبرالي. وقد انتخب وكيل كنيسة (1940 – 1942) وانتخب عمدة مدينة كيبك ‏ (15 ديسمبر 1953 – 1 ديسمبر 1965) وانتخب عضو الجمعية الوطنية في كيبك ‏ عن دائرة Saint-Sauveur (electoral district) ‏ (1939 – 1948).